# 低血糖
低血糖（英語：Hypoglycemia, Low Blood Sugar）是指血液中——特別是血漿中——的葡萄糖浓度（血糖）低于正常水平的现象，一般是治疗糖尿病时的并发症，也可能由多种其他原因引起。若导致一系列显著的临床的综合症状，则被称为低血糖症。低血糖的症状主要为轻至中度，常见症状包括震颤、出汗、头晕头痛、强烈的饥饿感、情绪波动、心跳加速、疲劳，少数病情严重者可能出现意识丧失、癫痫、呼吸困难甚至死亡。
低血糖的常見病因為使用胰島素、磺醯脲類、雙胍類等治療糖尿病的藥物。诱发因素包括热量摄入不足（如进食减少、厌食）、过度消耗（如从事剧烈运动或者过重的体力劳动）以及饮酒（尤其对于糖尿病患者）。其他病因包含腎功能衰竭、特定腫瘤、肝疾病、甲狀腺機能低下症、饑饉、遺傳性代謝缺陷、敗血症、反應性低血糖與服用包含酒精在內的藥物或毒品。健康嬰兒如果數小時沒有進食，也可能會引發低血糖症狀。
用來定義低血糖的血糖濃度標準，會因狀況不同而有所改變。以糖尿病患者而言，低於3.9 mmol/L（70 mg/dL）可確診為低血糖。以未罹患糖尿病的成人而言，必須以是否出現低血糖相關症狀、該症狀是否在個案血糖低落時出現、以及血糖恢復時的症狀恢復情形進行診斷。否則，可能會以空腹或運動後的血糖值低於 2.8 mmol/L（50 mg/dL）作為診斷方式以新生兒而言，如果出現低血糖相關症狀，會以血糖低於3.3 mmol/L（60 mg/dL）作為診斷標準，如果沒有則以2.2 mmol/L（40 mg/dL）作為標準。血液中的胰島素與C-胜鍊胰島素濃度等其他檢驗，可用來測定低血糖發生的原因。高血糖的診斷則與低血糖相反。
對於糖尿病患，選擇適合的食物、充足運動與藥物使用能預防低血糖。如果病患感到血糖低落時，會建議進行血糖監測。部分病患可能一開始就出現低血糖的症狀，此時會建議進行低血糖的頻繁常規檢驗。低血糖的治療方式包括食用有大量糖份的食物或是攝取葡萄糖，若無法用口進食，則可以用點滴補充葡萄糖。若低血糖的問題和糖尿病無關，治療時也要處理其潛在的問題，以及其缺之均衡飲食的問題。血糖有時會誤用來指原因不明性餐後症候群，這是一種爭議的疾病，出現在飯後，但血糖濃度仍然偏低。

## 症狀
血浆中的葡萄糖是身体的能量重要来源，也是生命活动必须的成分。即使是血糖含量短时间的降低，也是有可能会产生严重的脑部功能障碍的。健康的正常人有着复杂而协调的血糖调节系统，可以通过减少产生的胰岛素量和调动肝脏功能以及储存在脂肪的能量，来迅速调节血糖含量。但是，如这一调节系统运转不正常时，就可导致血液循环中的葡萄糖量突然剧烈波动。
在空腹时，血糖含量降低更加的致命。通常的情况是胰岛素依赖性的糖尿病人使用过量的胰岛素时，或者进行剧烈运动后未及时补充葡萄糖时。这种状态也会在罹患产生胰岛素的肿瘤而其他方面都健康的病人，也可能由于饥饿，以及一些代谢性疾病的并发症等。
低血糖引发的症状通常由中枢神经能量缺乏而引起的行为，例如情感低落、精神错乱、嗜睡和癫痫等病症，更严重的情况下，过低的血糖也会导致昏迷甚至死亡。而依据这些同时发生的神经系统症状以及血液循环中葡萄糖含量过低等作出相关的诊断来。而一般的治疗方法是快速口服与通过静脉注射葡萄糖溶液，从而减轻病患的症状。

## 病因

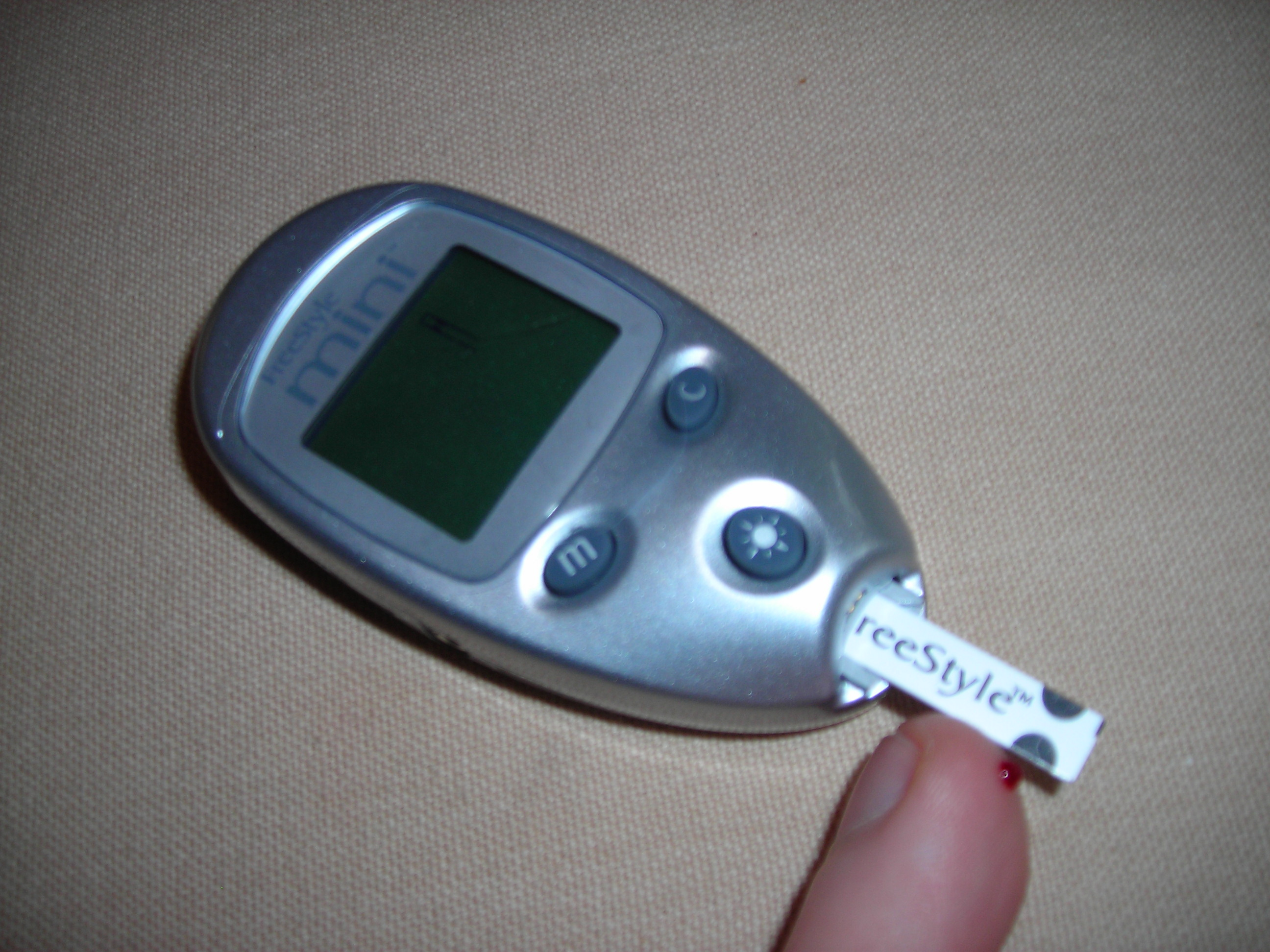
血糖仪

当血液中的葡萄糖补充速度比流失速度慢得多时，就会引起血糖过低的状况。情况持续以及反复发作的情形下，通常会在身体上出现一系列病症，或者引发情绪上的障碍。低血糖的根本原因是导致胰脏分泌了过多胰岛素的病症，因为过多的胰岛素就会使血液中的葡萄糖无法维持正常的范围。

## 症状及临床表现
低血糖症状的严重程度是受到血糖含量下降的速度和范围的深度所影响的。如果血糖含量是突发性的快速下降或者称为急性低血糖症，这是因激发了自律神经系统的兴奋且引起应激性的荷尔蒙反应，或者肾上腺素能神经过分的活跃，从而使得肾上腺素的大量释放。其表现为震颤、多汗、心悸、面色苍白、心动过速、血压偏高等儿茶酚胺分泌过多的症群，多见于餐后低血糖症或功能性低血糖症。
其他的症状是由于血糖缓慢下降或者脑中葡萄糖的长期的严重缺乏而引起的，其表现为嗜睡、头痛、头晕、倦怠、视力模糊、健忘、言语困难等，造成意识朦胧，定向力和识别能力的降低。也可能会有精神异常，如感到恐惧、幻觉、狂躁、行为幼稚等。
而严重的低血糖症反复的发作将会导致脑部受到永久性的损伤。皮质下中枢因为低血糖将会变得神志不清、躁动不安、心动过速，瞳孔散大等，并常有阵发性痉挛或者手舞足蹈的动作，甚至会造成强直性惊厥。如果延髓受到累及时，会出现更为严重的昏迷或大脑迷失性强直，各种反射的消失、瞳孔会缩小、肌张力变弱、呼吸减缓、血压下降，情况若继续持续，则可能因为抢救不及而丧命。
但外周神经系统一般不会受血糖的影响，因为其能量的来源并非全部源于葡萄糖的有氧代谢。

## 分类
一般可根据症状的严重性分为功能性低血糖症、器质性低血糖症；也有根据症状发生的时间分为空腹低血糖和餐后低血糖的。

### 功能性低血糖症
这是普通的类型，常发生在有情绪问题人的身上，特别是经历了一段时间的心理压力，及食用食物后伴随血糖浓度的上升而刺激了胰岛素的过多分泌，过多的胰岛素迅速导致血糖浓度下降而引起的病症。功能性低血糖症是相当温和的且一般在半小时以内就会消退，也可通过进食经过加工过的低糖类食物来预防症状的发生。

### 器质性低血糖症
这是较少见的，与上一种相比，器质性低血糖症经常发生在绝食或者运动过后的一段时间内，其他原因也包括胰脏的肿瘤，和较为罕见的病因，脑下垂体前叶或肾上腺皮质功能低下。

### 空腹低血糖症
这种类型通常发生在早餐以前、推迟进食和舍去之后，以神经精神的临床表现为主，有着持续时间长，多需要进食才能逐渐缓解。常是因为器质性或预后严重的疾病引起。
其通常的病因：
一、因为胰岛素肿瘤而使得胰岛素自发性分泌过多，因胰岛素自體免疫综合征而释放过多，又或因抑制胰岛素作用的分泌，如生长激素和肾上腺皮质激素等；
二、也有缺少肝糖原储备，肝糖原异生减弱等；
三、由于酶系统的失常，肝糖原不能分解或分解变少，肝脏失去正常调节血糖水平的能力；
四、由于恶性肿瘤的繁殖消耗了过多的糖类，其可能分泌类似于胰岛素这样的物质等。

### 餐后低血糖症
这一类型出现在进食后2到4小时，病情都较轻，症状持续时间也较短，多可以自行缓解。常见于经历过胃大部切除手术或者胃肠吻合术之后，当进食含糖的流质时，因直接刺激胃肠激素的分泌，以及含糖物质吸收后的高血糖状态刺激了胰岛素非自主性的分泌所致，多见于进食果糖、半乳糖、亮氨酸之后，基本是糖尿病早期患者。
除了以上的，还有酒精性低血糖症，因酒精抑制了肝糖原异生所致，常见于空腹或餐后3至4小时。最后还有药物性低血糖症，糖尿病患者注射了过量的胰岛素之后或者口服降血糖药剂之后，亦有可能出现状况。

## 鉴别和诊断
临床上常借助于一些试验检查，以明确诊断，如下：

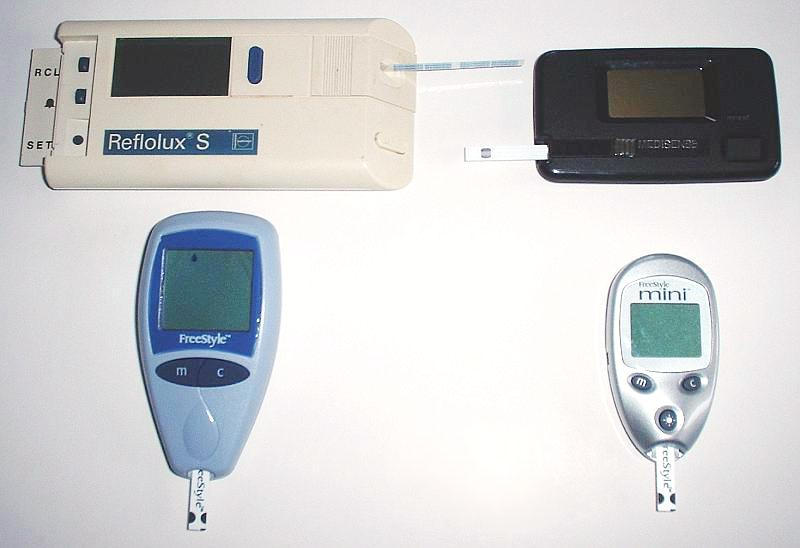
多种血糖仪

1.血糖（G）和免疫反应性胰岛素（IRI）浓度测定法。罹患胰岛素肿瘤者空腹或发作时G小于2.8毫摩尔每升或50毫克每分升的，而IRI水平则升高到大于24毫摩尔每毫升的，需要经过多次测定才能发现异常。其实IRI与G的比值更有诊断价值。健康的正常人常常小于等于0.3，而患有胰岛素肿瘤的病人常大于0.3。特纳（Henry H. Turner）曾经提出过修正指标，即(IRI*100)/(G-30)。其中的IRI单位为mmol/mL，而G的单位是mg/dl。主要依据当血糖浓度小于1.7mmol/L（或30mg/dl）时，健康正常人的胰岛素分泌量极小，释放在血液中的浓度仅为0~1mmol/mL。体重在标准范围内的正常人其修正值小于30mmol/mL，而超重的正常人一般也小于50mmol/mL，如果比值大于85mmol/mL者即为高度可疑，而胰岛素肿瘤患者常超过200mmol/mL。
2.禁食试验。在临床观察中无病症发作的，而空腹血糖又不低者，可以在有严密监护下采用这类试验。处于禁食期的试验者可以饮水和适当运动。一般在禁食12至18小时之后约有超过六成的病例血糖浓度降至3.3mmol/L（或60mg/dl），而禁食达到26至36小时加上适量的运动或者单纯禁食超过48小时以后，一般来说，全部的胰岛素肿瘤病患都会发生低血糖症。
3.兴奋试验。在兴奋试验中最好选用胰升糖素来给患者做试验（就是30秒钟内静脉注射1mg），分别在静脉注射以前以及之后的第2、5、10、15、30、45、60、90和120分钟时，分别抽取血液测试血糖浓度和胰岛素含量，因为胰岛素肿瘤患者会有大量胰岛素的释放，其血浆中胰岛素峰值通常超过250mmol/mL，但约有百分之四十六的是假阳性。除上述方法以外，还可以采用葡萄糖的兴奋试验（即口服100g葡萄糖后测IRI值，若高峰大于150mmol/mL者常为阳性）。甲苯磺丁脲（{\displaystyle D_{860}}）试验。口服甲苯磺丁脲2g后，测量血糖的下降曲线，若最低值是基础值的35%以下或者绝对值小于1.7mmol/L（或30mg/dl）者为阳性；亦可口服亮氨酸（150mg/kg），服用后血浆胰岛素含量大于40mmol/mL为阳性，其中假阳性可达百分之二十六。
4.抑制试验。受试者在注射外源性胰岛素后测量血浆中的C肽水平。其中C肽是一种连接肽，胰岛B细胞将胰岛素和C肽以等分子的数量分泌进入血液中，故血浆中C肽水平可以充分反映血液中的内生胰岛素的水平。健康的正常人注射胰岛素后C肽水平下降超过五成的，并且伴有一些低血糖的症状。但胰岛素肿瘤的病人会由于自身具有的自主分泌特性，血液中的内生胰岛素（也可以测量C肽）的浓度不会受抑制。这可以针对注射胰岛素来伪造低血糖的受试者，检测之后可以发现C肽受到了明显抑制。
另外，还有必须与胰岛素肿瘤鉴别诊断的另一类疾病是胰岛素自體免疫综合征。该病也会引发低血糖的症状，而其机理是病人并未使用过胰岛素治疗的，但是血液中存在着抗胰岛素抗体的。这类抗体能与病患自己分泌的胰岛素形成抗原抗体复合物并且可能会突然释放出大量的胰岛素而导致出现低血糖症状。这类病症很有可能被误诊为胰岛素肿瘤而错误的实施胰腺切除手术，因此应高度警惕，在诊断为胰岛素肿瘤患者并再动手术前常规的测定抗胰岛素抗体可以避免这类医疗错误的发生。

## 治疗
疑似为低血糖症的病人就应立即治疗，如病人尚清醒，并有可以吞咽的，立即口服含有葡萄糖的饮用水就可迅速改善症状。如果伴有昏迷或抽搐等症状较重的病人，需立即静脉注射50%葡萄糖液40至60mL，其中有九成多的低血糖患者可以恢复。如果还无反应或反应并不良好的低血糖患者并且提示了预后不良征兆的，其将会导致不同程度的伤害脑部情况，遇此情况应立即采取持续的静脉滴注5%至10%葡萄糖溶液。如果有极度严重的低血糖症状时却未能及时静脉注射葡萄糖溶液的，应该先进行肌肉注射升糖素1至2mg，然后再静脉注射25%至50%的葡萄糖液，待其清醒后还必须随时饮用糖水，以预防随时出现的低血糖症状。
而对于其他原因导致的，则需要其他方法。如垂体肾上腺皮质功能减退者需要静脉滴注氢化可的松，以达到抑制胰岛素分泌或与胰岛素相对抗的作用。对于肝病所引发的自发性低血糖患者，应该采取积极治疗原发病。对于胰岛B细胞肿瘤或者胰腺外皮肿瘤所导致的低血糖者需要及时的采取手术治疗。
而对于那些难以定位的、手术不成功的或因为恶性肿瘤转移而不宜手术的，皆可口服抑制胰岛素释放的药物如氯苯甲噻二嗪，同时增加使用双氢氯噻嗪以此来清除潴纳作用，亦可以与其他抑制胰岛素分泌的药物一同服用，如苯妥英钠、心得安、氯丙嗪等。如罹患胰岛细胞和胰腺的恶性肿瘤合并转移的病人，应该使用链脲霉素以选择性破坏胰岛B细胞。胰岛素自體免疫综合征是自限性疾病，若是严重低血糖患者应该采用肾上腺皮质激素的治疗方法等。

### 引用
1. ↑  美国不列颠百科全书公司著，中国大百科全书出版社不列颠百科全书编辑部译. . 北京: 中国大百科全书出版社. 1999年4月: 8-284，条目：低血糖症，序言. ISBN 7-5000-6060-2.
2. ↑  中国大百科全书出版社总编委会. . 北京: 中国大百科全书出版社. 2009年3月: 4–593，条目：低血糖症，序言部分. ISBN 978-7-5000-7958-3.
3. ↑  Stedman, Thomas Lathrop.  28th. Baltimore: Lippincott Williams & Wilkins: 2100. December 2005 [1911]  [2020-09-29]. ISBN 0-7817-3390-1. （原始内容存档于2012-08-14）.
4. 1 2 3 4 5 6  . National Institute of Diabetes and Digestive and Kidney Diseases. October 2008  [2015-06-28]. （原始内容存档于2015-07-01）.
5. ↑  Yanai, Hidekatsu; Adachi, Hiroki; Katsuyama, Hisayuki; Moriyama, Sumie; Hamasaki, Hidetaka; Sako, Akahito. . World Journal of Diabetes. 2015-02-15, 6 (1): 30-36  [2025-01-21]. ISSN 1948-9358. PMC 4317315 . PMID 25685276. doi:10.4239/wjd.v6.i1.30. （原始内容存档于2024-06-06）.
6. 1 2 3  Schrier, Robert W.  3. Philadelphia: Lippincott Williams & Wilkins. 2007: 119  [2015-11-25]. ISBN 9780781765299. （原始内容存档于2015-07-01）.
7. 1 2  Perkin, Ronald M.  2. Philadelphia: Wolters Kluwer Health/Lippincott Williams & Wilkins. 2008: 105  [2015-11-25]. ISBN 9780781770323. （原始内容存档于2015-07-01）.
8. 1 2 3  Cryer, Philip E.; Axelrod, Lloyd; Grossman, Ashley B.; Heller, Simon R.; Montori, Victor M.; Seaquist, Elizabeth R.; Service, F. John. . The Journal of Clinical Endocrinology & Metabolism. 2009-03-01, 94 (3): 709–728  [2025-01-21]. ISSN 0021-972X. PMID 19088155. doi:10.1210/jc.2008-1410. （原始内容存档于2024-07-11） （英语）.
9. ↑  Talreja, Roshan S. . Philadelphia, Pa. [u.a.]: Lippincott Williams & Wilkins. 2005: 176  [2015-11-25]. ISBN 9780781728065. （原始内容存档于2015-07-01）.
10. ↑   32. Philadelphia: Elsevier/Saunders. 2012: 1834  [2015-11-25]. ISBN 9781455709854. （原始内容存档于2015-07-01）.
11. ↑  光复书局大美百科全书编辑部. . 台北市: 光复书局企业股份有限公司. 1991年3月: 4–593，条目：低血糖，导言部分. ISBN 957-42-0266-6.
12. 1 2 3  美国不列颠百科全书公司著，中国大百科全书出版社不列颠百科全书编辑部译. . 北京: 中国大百科全书出版社. 1999年4月: 8-284，条目：低血糖症，正文. ISBN 7-5000-6060-2.
13. 1 2  .   [2015-01-16]. （原始内容存档于2012-03-13）.
14. 1 2  .   [2015-01-16]. （原始内容存档于2015-01-08）.
15. ↑  光复书局大美百科全书编辑部. . 台北市: 光复书局企业股份有限公司. 1991年3月: 4–593，条目：低血糖，病因. ISBN 957-42-0266-6.
16. 1 2 3 4  中国大百科全书出版社总编委会. . 北京: 中国大百科全书出版社. 2009年3月: 4–593，条目：低血糖症，临床表现. ISBN 978-7-5000-7958-3.
17. 1 2 3  光复书局大美百科全书编辑部. . 台北市: 光复书局企业股份有限公司. 1991年3月: 4–593，条目：低血糖，症状. ISBN 957-42-0266-6.
18. 1 2  White, Neil H.; Skor, Donald A.; Cryer, Philip E.; Levandoski, Lucy A.; Bier, Dennis M.; Santiago, Julio V. . New England Journal of Medicine. 1983-03-03, 308 (9): 485–491. ISSN 0028-4793. doi:10.1056/NEJM198303033080903 （英语）.
19. ↑  Goto, A.; Arah, O. A.; Goto, M.; Terauchi, Y.; Noda, M. . BMJ. 2013-08-22, 347 (jul29 3). ISSN 1756-1833. doi:10.1136/bmj.f4533 （英语）.
20. ↑  edited by Allen I. Arieff, Robert C. Griggs. . Boston: Little, Brown. 1992. ISBN 0-316-05067-9. OCLC 24912204.
21. 1 2 3  光复书局大美百科全书编辑部. . 台北市: 光复书局企业股份有限公司. 1991年3月: 4–593，条目：低血糖，类型. ISBN 957-42-0266-6.
22. ↑  Cryer, Philip E. . Larsen, P. Reed, ed.  (编).  10th. Philadelphia: W.B. Saunders. 2003: 1585–1618. ISBN 0-7216-9196-X.
23. 1 2 3 4 5  中国大百科全书出版社总编委会. . 北京: 中国大百科全书出版社. 2009年3月: 4–593，条目：低血糖症，分类. ISBN 978-7-5000-7958-3.
24. ↑  Joslin, Elliott Proctor; Kahn, C. Ronald. . Lippincott Williams & Wilkins. 2005: 1154. ISBN 978-0-7817-2796-9 （英语）.
25. 1 2 3 4 5 6  中国大百科全书出版社总编委会. . 北京: 中国大百科全书出版社. 2009年3月: 4–593，条目：低血糖症，诊断和鉴别诊断. ISBN 978-7-5000-7958-3.
26. ↑  Cryer, Philip E. . Jefferson L, Cherrington A, Goodman H, eds. for the American Physiological Society  (编). . II. The endocrine pancreas and regulation of metabolism. New York: Oxford University Press. 2001: 1057–1092. ISBN 0-19-511326-8.
27. 1 2  Koh, T H; Eyre, J A; Aynsley-Green, A. . Archives of Disease in Childhood. 1988-11-01, 63 (11): 1386-1388. ISSN 0003-9888. PMC 1779139 . PMID 3202648. doi:10.1136/adc.63.11.1386 （英语）.
28. 1 2  Cornblath, M.; Schwartz, R.; Aynsley-Green, A.; Lloyd, J. K. . Pediatrics. 1990-05, 85 (5): 834-837  [2025-01-21]. ISSN 0031-4005. PMID 2330247. （原始内容存档于2025-02-24）.
29. 1 2  Cornblath, Marvin; Hawdon, Jane M.; Williams, Anthony F.; Aynsley-Green, Albert; Ward-Platt, Martin P.; Schwartz, Robert; Kalhan, Satish C. . Pediatrics. 2000-05-01, 105 (5): 1141-1145. ISSN 1098-4275. PMID 10790476. doi:10.1542/peds.105.5.1141 （英语）.
30. ↑  . （原始内容存档于2021-08-28）.
31. ↑  Cryer, Philip E. . New York: Oxford University Press. 1997. ISBN 0-19-511325-X. OCLC 36188385.
32. 1 2 3  中国大百科全书出版社总编委会. . 北京: 中国大百科全书出版社. 2009年3月: 4–593，条目：低血糖症，治疗. ISBN 978-7-5000-7958-3.
33. ↑  Nancy Klobassa Davidson, R.N., and Peggy Moreland, R.N. . Mayo Clinic.   [2015-01-16]. （原始内容存档于2012-03-19）.